# Trễ mùa
Trễ mùa là một hiện tượng trong đó ngày mà nhiệt độ cực đại hay cực tiểu (trung bình hàng năm) của không khí tại một vị trí địa lý nào đó trên hành tinh bị chậm lại một khoảng thời gian nào đó so với thời điểm diễn ra sự chiếu nắng cực đại hay cực tiểu tương ứng.
Trên Trái Đất, trễ mùa về trung bình là xấp xỉ khoảng một tháng và sinh ra hiện tượng là thời điểm nóng nhất của mùa hè cũng như thời điểm lạnh nhất của mùa đông bị chậm lại khoảng một tháng so với thời điểm mà vị trí biểu kiến của Mặt Trời là cao nhất về phía bắc hay thấp nhất về phía nam. Hiện tượng trễ mùa trên Trái Đất chủ yếu là do sự hiện diện của một lượng lớn nước, là chất có nhiệt nóng chảy cao cho sự đóng băng và ngưng tụ.
Các hành tinh khác cũng có sự trễ mùa nhưng khác với của Trái Đất. Ví dụ, Hải Vương Tinh có "năm" kéo dài bằng khoảng 165 năm của Trái Đất và sự trễ mùa của nó kéo dài khoảng 30 năm trên Trái Đất (tương đương 2 tháng 5 ngày của Trái Đất). Các hành tinh khí khổng lồ như Mộc Tinh, Thổ Tinh, Thiên Vương Tinh và Hải Vương Tinh, cũng như vệ tinh của Thổ Tinh là Titan tất cả đều có các hiện tượng trễ mùa rõ ràng tương đương với khoảng 2 đến 3 "tháng" trong "năm" theo thuật ngữ năm của Trái Đất. Ngược lại, Hỏa Tinh và Kim Tinh có trễ mùa không đáng kể (chỉ vài "ngày" theo thuật ngữ năm trên Trái Đất), hiện tượng tương tự cũng được dự kiến cho Thủy Tinh do nó không có bầu khí quyển.